# Diócesis de Srikakulam
La diócesis de Srikakulam (en latín: Dioecesis Srikakulamensis y en inglés: Roman Catholic Diocese of Srikakulam) es una circunscripción eclesiástica de la Iglesia católica en India. Se trata de una diócesis latina, sufragánea de la arquidiócesis de Visakhapatnam. Desde el 16 de julio de 2019 su obispo es Vijaya Kumar Rayarala, del Pontificio Instituto Misiones Extranjeras.

## Territorio y organización
La diócesis tiene 8524 km² y extiende su jurisdicción sobre los fieles católicos de rito latino residentes en el estado de Andhra Pradesh en el territorio del distrito de Srikakulam y los taluks de Kurupam, Parvathipuram, Cheepurupalli y Gummalakshmipuram del distrito de Vizianagaram, antes de la reforma administrativa de 2022.
La sede de la diócesis se encuentra en la ciudad de Srikakulam, en donde se halla la Catedral de Santa María de la Misericordia.
En 2020 en la diócesis existían 36 parroquias.

## Historia
La diócesis fue erigida el 1 de julio de 1993 con la bula Ad aptius fovendum del papa Juan Pablo II, obteniendo el territorio de la diócesis de Visakhapatnam (hoy arquidiócesis).
Originalmente sufragánea de la arquidiócesis de Hyderabad, el 16 de octubre de 2001 pasó a formar parte de la provincia eclesiástica de la arquidiócesis de Visakhapatnam.

## Estadísticas
Según el Anuario Pontificio 2021 la diócesis tenía a fines de 2020 un total de 85 900 fieles bautizados.
| Año                                                                             | Población            | Población | Población      | Sacerdotes | Sacerdotes    | Sacerdotes    | Bautizados por sacerdote | Diáconos permanentes | Religiosos | Religiosos | Parroquias |
| Año                                                                             | Bautizados católicos | Total     | % de católicos | Total      | Clero secular | Clero regular | Bautizados por sacerdote | Diáconos permanentes | Varones    | Mujeres    | Parroquias |
| ------------------------------------------------------------------------------- | -------------------- | --------- | -------------- | ---------- | ------------- | ------------- | ------------------------ | -------------------- | ---------- | ---------- | ---------- |
| 1999                                                                            | 49 400               | 2 967 191 | 1.7            | 36         | 20            | 16            | 1372                     |                      | 18         | 95         | 22         |
| 2000                                                                            | 52 648               | 2 970 191 | 1.8            | 37         | 22            | 15            | 1422                     |                      | 17         | 88         | 22         |
| 2001                                                                            | 53 240               | 2 970 191 | 1.8            | 36         | 21            | 15            | 1478                     |                      | 16         | 87         | 22         |
| 2002                                                                            | 55 205               | 2 995 280 | 1.8            | 34         | 22            | 12            | 1623                     |                      | 16         | 90         | 22         |
| 2003                                                                            | 57 515               | 3 001 280 | 1.9            | 38         | 20            | 18            | 1513                     |                      | 22         | 94         | 22         |
| 2004                                                                            | 59 670               | 3 001 980 | 2.0            | 37         | 23            | 14            | 1612                     |                      | 16         | 98         | 24         |
| 2010                                                                            | 63 976               | 3 311 000 | 1.9            | 44         | 31            | 13            | 1454                     |                      | 18         | 115        | 29         |
| 2014                                                                            | 69 165               | 3 257 000 | 2.1            | 54         | 40            | 14            | 1280                     |                      | 17         | 101        | 33         |
| 2017                                                                            | 84 124               | 3 808 756 | 2.2            | 66         | 49            | 17            | 1274                     |                      | 25         | 105        | 36         |
| 2020                                                                            | 85 900               | 3 895 000 | 2.2            | 62         | 45            | 17            | 1385                     |                      | 30         | 104        | 36         |
| Fuente: Catholic-Hierarchy, que a su vez toma los datos del Anuario Pontificio. |                      |           |                |            |               |               |                          |                      |            |            |            |

## Episcopologio
- Innayya Chinna Addagatla † (1 de julio de 1993-12 de diciembre de 2018 retirado)[nota 1]
- Vijaya Kumar Rayarala, P.I.M.E., desde el 16 de julio de 2019